# 압두코디르 후사노프
압두코디르 히크마트존 오글리 후사노프(우즈베크어: Abduqodir Xikmatjon oʻgʻli Xusanov, 2004년 2월 29일~), 또는 아브두코디르 히크마트존 우글리 후사노프(러시아어: Абдукоди́р Хикма́тжон угли́ Хуса́нов)는 우즈베키스탄의 축구 선수로, 포지션은 센터백이다. 현재 프리미어리그의 맨체스터 시티 FC와 우즈베키스탄 축구 국가대표팀 소속으로 활동하고 있다.
우즈베키스탄의 축구팀인 부뇨드코르에서 유소년 선수로 활동했으며 2022년에 벨라루스의 FC 예네르게티크-BGU 민스크 소속으로 프로 선수 경력을 시작했다. 같은 해에 리그 준우승을 달성했고 2023년 7월에 프랑스 리그 1 RC 랑스로 이적하며 우즈베키스탄 축구 선수로는 최초로 리그 1에서 뛰는 선수가 되었다. 2024년 말까지 랑스의 주전 선수로 활동한 후 2025년에 잉글랜드의 프로 축구팀인 맨체스터 시티 FC로 이적하여 우즈베키스탄 축구 선수로는 최초로 프리미어리그에서 뛰는 선수가 되었다.
2023년부터 우즈베키스탄 대표팀 선수로 활동했으며 18세가 되던 해부터 연령별 국가대표팀에서 뛰었다. 그는 2023년 AFC 아시안컵과 2024년 하계 올림픽에 우즈베키스탄팀의 일원으로 참가했다.

## 어린 시절
후사노프는 2004년 타슈켄트에서 태어났으며 5살 때 축구를 시작했다. 7살 때 우즈베키스탄 프로 축구팀인 FC 부뇨드코르의 유소년팀에 입단했다.

## 구단 경력
부뇨드코르의 유소년팀에서 활동하던 후사노프는 2022년 벨라루스 프리미어리그의 팀인 FC 예네르게티크-BGU 민스크에 입단하여 프로 축구 선수 경력을 시작했다.
입단 첫 해에 예네르게티크-BGU의 리그 준우승에 기여했으며 2023년 6월 프랑스 리그 1의 팀인 RC 랑스의 입단 제의를 받았다. 7월에 랑스와 계약을 체결한 후사노프는 우즈베키스탄 축구 선수로는 최초로 리그 1에서 뛰는 선수가 되었다. 그는 9월 17일에 FC 메츠와의 홈 경기를 통해 리그 1 데뷔전을 가졌다.
2025년 1월 잉글랜드 프리미어리그의 팀인 맨체스터 시티 FC로 이적했으며 우즈베키스탄 축구 선수로는 최초로 프리미어리그에서 뛰는 선수가 되었다. 후사노프는 1월 26일에 열린 첼시 FC와의 홈 경기를 통해 프리미어리그 데뷔전을 가졌다.

## 국가대표팀 경력
2020년에 우즈베키스탄 U-17 국가대표팀에서 뛴 후사노프는 2022년에는 U-19 국가대표팀과 U-20 국가대표팀 선수로 뛰었다.
2023년 3월에는 우즈베키스탄에서 열린 2023년 AFC U-20 아시안컵에서 팀의 우승에 기여했다. 같은 해에 우즈베키스탄 성인 국가대표팀에 발탁되었고 6월 11일 오만과의 친선 경기를 통해 국제 A매치에 데뷔했다. 2024년 1월에는 카타르에서 열린 2023년 AFC 아시안컵에 우즈베키스탄 국가대표로 참가했고 우즈베키스탄 대표팀은 8강에 진출했다.
2024년 7월, 프랑스 파리에서 열린 2024년 하계 올림픽 축구 종목에 참가했으며 우즈베키스탄 올림픽 대표팀은 조 4위로 조별 예선에서 탈락했다.

## 사생활
후사노프의 아버지인 히크마트 호시모프 또한 우즈베키스탄 국가대표팀에서 뛰었던 축구 선수이다.

## 수상 내역
우즈베키스탄 U-20
- AFC U-20 아시안컵 : 2023